# Joe Morrell
Joseff John Morrell, detto Joe (Ipswich, 3 gennaio 1997) è un calciatore gallese, centrocampista svincolato della nazionale gallese.

## Biografia
Nato in Inghilterra, suo padre è inglese, mentre sua madre è gallese.

## Carriera

### Club
Cresciuto nelle giovanili del Bristol City, ha esordito in prima squadra l'8 ottobre 2013 in Coppa di Lega contro il Wycombe. Successivamente, tra il 2016 e il 2018, ha militato in prestito nel Sutton Utd, nel Margate e nel Cheltenham Town. Terminato il prestito a Cheltenham fa ritorno a Bristol.
Tuttavia a Bristol non trova spazio, indi per cui il 27 giugno 2019 viene ceduto nuovamente in prestito, questa volta al Lincoln City. Al Lincoln riesce a imporsi venendo nominato giocatore dell'anno del club.
Il 15 ottobre 2020 viene ceduto a titolo definitivo al Luton Town.
Il 9 agosto 2021 viene acquistato dal Portsmouth.

### Nazionale
Dopo avere militato nell'under-17 e nell'under-19, ha esordito con la nazionale under-21 gallese il 5 ottobre 2017, in occasione della partita di qualificazione all'Europeo 2019 vinta per 1-3 contro il Liechtenstein.
Nell'agosto 2019 riceve la sua prima convocazione in nazionale maggiore. Il 9 settembre seguente fa il suo debutto in occasione dell'amichevole vinta 1-0 contro il Bielorussia.
Viene poi convocato per Euro 2020.

## Statistiche

### Presenze e reti nei club
Statistiche aggiornate al 20 novembre 2022.
| Stagione            | Squadra             | Campionato          | Campionato | Campionato | Coppe nazionali | Coppe nazionali | Coppe nazionali | Coppe continentali | Coppe continentali | Coppe continentali | Altre coppe | Altre coppe | Altre coppe | Totale | Totale |
| Stagione            | Squadra             | Comp                | Pres       | Reti       | Comp            | Pres            | Reti            | Comp               | Pres               | Reti               | Comp        | Pres        | Reti        | Pres   | Reti   |
| ------------------- | ------------------- | ------------------- | ---------- | ---------- | --------------- | --------------- | --------------- | ------------------ | ------------------ | ------------------ | ----------- | ----------- | ----------- | ------ | ------ |
| 2013-2014           | Bristol City        | FL1                 | 0          | 0          | FACup+CdL       | 0+0             | 0               | -                  | -                  | -                  | FLT         | 1           | 0           | 1      | 0      |
| 2014-2015           | Bristol City        | FL1                 | 0          | 0          | FACup+CdL       | 0+0             | 0               | -                  | -                  | -                  | FLT         | 0           | 0           | 0      | 0      |
| 2015-2016           | Bristol City        | FLC                 | 0          | 0          | FACup+CdL       | 0+0             | 0               | -                  | -                  | -                  | FLT         | 0           | 0           | 0      | 0      |
| ago.-set. 2016      | Sutton Utd          | NL                  | 3          | 0          | FACup           | 0               | 0               | -                  | -                  | -                  | FAT         | 0           | 0           | 3      | 0      |
| feb.-mar. 2017      | Margate             | NLS                 | 2          | 0          | FACup           | -               | -               | -                  | -                  | -                  | FAT         | -           | -           | 2      | 0      |
| ago. 2017           | Bristol City        | FL1                 | 0          | 0          | FACup+CdL       | 0+1             | 0               | -                  | -                  | -                  | -           | 0           | 0           | 1      | 0      |
| set. 2017-2018      | Cheltenham Town     | FL2                 | 38         | 3          | FACup+CdL       | 1+0             | 0               | -                  | -                  | -                  | FLT         | 0           | 0           | 39     | 3      |
| 2018-2019           | Bristol City        | FLC                 | 1          | 0          | FACup+CdL       | 3+0             | 0               | -                  | -                  | -                  | -           | -           | -           | 4      | 0      |
| Totale Bristol City | Totale Bristol City | Totale Bristol City | 1          | 0          |                 | 4               | 0               |                    | -                  | -                  |             | 1           | 0           | 6      | 0      |
| 2019-2020           | Lincoln City        | FL1                 | 29         | 0          | FACup+CdL       | 1+2             | 0               | -                  | -                  | -                  | FLT         | 0           | 0           | 32     | 0      |
| 2020-2021           | Luton Town          | FLC                 | 10         | 0          | FACup+CdL       | 1+0             | 0               | -                  | -                  | -                  | -           | -           | -           | 11     | 0      |
| 2021-2022           | Portsmouth          | FL1                 | 36         | 0          | FACup+CdL       | 1+0             | 0               | -                  | -                  | -                  | FLT         | 2           | 0           | 39     | 0      |
| 2022-2023           | Portsmouth          | FL1                 | 7          | 0          | FACup+CdL       | 0+0             | 0               | -                  | -                  | -                  | FLT         | 3           | 0           | 10     | 0      |
| Totale Portsmouth   | Totale Portsmouth   | Totale Portsmouth   | 43         | 0          |                 | 1               | 0               |                    | -                  | -                  |             | 5           | 0           | 49     | 0      |
| Totale carriera     | Totale carriera     | Totale carriera     | 126        | 3          |                 | 10              | 0               |                    | -                  | -                  |             | 6           | 0           | 142    | 3      |

### Cronologia presenze e reti in nazionale
| Cronologia completa delle presenze e delle reti in nazionale ― Galles | Cronologia completa delle presenze e delle reti in nazionale ― Galles | Cronologia completa delle presenze e delle reti in nazionale ― Galles | Cronologia completa delle presenze e delle reti in nazionale ― Galles | Cronologia completa delle presenze e delle reti in nazionale ― Galles | Cronologia completa delle presenze e delle reti in nazionale ― Galles | Cronologia completa delle presenze e delle reti in nazionale ― Galles | Cronologia completa delle presenze e delle reti in nazionale ― Galles |
| Data                                                                  | Città                                                                 | In casa                                                               | Risultato                                                             | Ospiti                                                                | Competizione                                                          | Reti                                                                  | Note                                                                  |
| --------------------------------------------------------------------- | --------------------------------------------------------------------- | --------------------------------------------------------------------- | --------------------------------------------------------------------- | --------------------------------------------------------------------- | --------------------------------------------------------------------- | --------------------------------------------------------------------- | --------------------------------------------------------------------- |
| 9-9-2019                                                              | Abu Dhabi                                                             | Galles                                                                | 1 – 0                                                                 | Bielorussia                                                           | Amichevole                                                            | -                                                                     |                                                                       |
| 10-10-2019                                                            | Trnava                                                                | Slovacchia                                                            | 1 – 1                                                                 | Galles                                                                | Qual. Euro 2020                                                       | -                                                                     | 58’                                                                   |
| 13-10-2019                                                            | Cardiff                                                               | Galles                                                                | 1 – 1                                                                 | Croazia                                                               | Qual. Euro 2020                                                       | -                                                                     | 50’                                                                   |
| 16-11-2019                                                            | Baku                                                                  | Azerbaigian                                                           | 0 – 2                                                                 | Galles                                                                | Qual. Euro 2020                                                       | -                                                                     | 81’                                                                   |
| 19-11-2019                                                            | Cardiff                                                               | Galles                                                                | 2 – 0                                                                 | Ungheria                                                              | Qual. Euro 2020                                                       | -                                                                     | 50’                                                                   |
| 3-9-2020                                                              | Helsinki                                                              | Finlandia                                                             | 0 – 1                                                                 | Galles                                                                | UEFA Nations League 2020-2021 - 1º turno                              | -                                                                     | 36’                                                                   |
| 6-9-2020                                                              | Cardiff                                                               | Galles                                                                | 1 – 0                                                                 | Bulgaria                                                              | UEFA Nations League 2020-2021 - 1º turno                              | -                                                                     |                                                                       |
| 8-10-2020                                                             | Londra                                                                | Inghilterra                                                           | 3 – 0                                                                 | Galles                                                                | Amichevole                                                            | -                                                                     | 46’                                                                   |
| 11-10-2020                                                            | Dublino                                                               | Irlanda                                                               | 0 – 0                                                                 | Galles                                                                | UEFA Nations League 2020-2021 - 1º turno                              | -                                                                     | 83’                                                                   |
| 12-11-2020                                                            | Swansea                                                               | Galles                                                                | 0 – 0                                                                 | Stati Uniti                                                           | Amichevole                                                            | -                                                                     | 80’                                                                   |
| 15-11-2020                                                            | Cardiff                                                               | Galles                                                                | 1 – 0                                                                 | Irlanda                                                               | UEFA Nations League 2020-2021 - 1º turno                              | -                                                                     | 38’                                                                   |
| 18-11-2020                                                            | Cardiff                                                               | Galles                                                                | 3 – 1                                                                 | Finlandia                                                             | UEFA Nations League 2020-2021 - 1º turno                              | -                                                                     |                                                                       |
| 24-3-2021                                                             | Lovanio                                                               | Belgio                                                                | 3 – 1                                                                 | Galles                                                                | Qual. Mondiali 2022                                                   | -                                                                     | 8’                                                                    |
| 30-3-2021                                                             | Cardiff                                                               | Galles                                                                | 1 – 0                                                                 | Rep. Ceca                                                             | Qual. Mondiali 2022                                                   | -                                                                     |                                                                       |
| 2-6-2021                                                              | Nizza                                                                 | Francia                                                               | 3 – 0                                                                 | Galles                                                                | Amichevole                                                            | -                                                                     | 83’                                                                   |
| 12-6-2021                                                             | Baku                                                                  | Galles                                                                | 1 – 1                                                                 | Svizzera                                                              | Euro 2020 - 1º turno                                                  | -                                                                     |                                                                       |
| 16-6-2021                                                             | Baku                                                                  | Turchia                                                               | 0 – 2                                                                 | Galles                                                                | Euro 2020 - 1º turno                                                  | -                                                                     |                                                                       |
| 20-6-2021                                                             | Roma                                                                  | Italia                                                                | 1 – 0                                                                 | Galles                                                                | Euro 2020 - 1º turno                                                  | -                                                                     | 60’                                                                   |
| 26-6-2021                                                             | Amsterdam                                                             | Galles                                                                | 0 – 4                                                                 | Danimarca                                                             | Euro 2020 - Ottavi di finale                                          | -                                                                     | 60’                                                                   |
| 5-9-2021                                                              | Kazan'                                                                | Bielorussia                                                           | 2 – 3                                                                 | Galles                                                                | Qual. Mondiali 2022                                                   | -                                                                     |                                                                       |
| 8-9-2021                                                              | Cardiff                                                               | Galles                                                                | 0 – 0                                                                 | Estonia                                                               | Qual. Mondiali 2022                                                   | -                                                                     | 73’                                                                   |
| 8-10-2021                                                             | Praga                                                                 | Rep. Ceca                                                             | 2 – 2                                                                 | Galles                                                                | Qual. Mondiali 2022                                                   | -                                                                     | 60’                                                                   |
| 11-10-2021                                                            | Tallinn                                                               | Estonia                                                               | 0 – 1                                                                 | Galles                                                                | Qual. Mondiali 2022                                                   | -                                                                     | 80’                                                                   |
| 13-11-2021                                                            | Cardiff                                                               | Galles                                                                | 5 – 1                                                                 | Bielorussia                                                           | Qual. Mondiali 2022                                                   | -                                                                     | 71’                                                                   |
| 16-11-2021                                                            | Cardiff                                                               | Galles                                                                | 1 – 1                                                                 | Belgio                                                                | Qual. Mondiali 2022                                                   | -                                                                     | 34’                                                                   |
| 29-3-2022                                                             | Cardiff                                                               | Galles                                                                | 1 – 1                                                                 | Rep. Ceca                                                             | Amichevole                                                            | -                                                                     |                                                                       |
| 1-6-2022                                                              | Breslavia                                                             | Polonia                                                               | 2 – 1                                                                 | Galles                                                                | UEFA Nations League 2022-2023 - 1º turno                              | -                                                                     | 29’                                                                   |
| 8-6-2022                                                              | Cardiff                                                               | Galles                                                                | 1 – 2                                                                 | Paesi Bassi                                                           | UEFA Nations League 2022-2023 - 1º turno                              | -                                                                     | 60’                                                                   |
| 22-9-2022                                                             | Bruxelles                                                             | Belgio                                                                | 2 – 1                                                                 | Galles                                                                | UEFA Nations League 2022-2023 - 1º turno                              | -                                                                     | 64’                                                                   |
| 25-9-2022                                                             | Cardiff                                                               | Galles                                                                | 0 – 1                                                                 | Polonia                                                               | UEFA Nations League 2022-2023 - 1º turno                              | -                                                                     |                                                                       |
| 21-11-2022                                                            | Al Rayyan                                                             | Stati Uniti                                                           | 1 – 1                                                                 | Galles                                                                | Mondiali 2022 - 1º turno                                              | -                                                                     | 90+5’                                                                 |
| 29-11-2022                                                            | Al Rayyan                                                             | Galles                                                                | 0 – 3                                                                 | Inghilterra                                                           | Mondiali 2022 - 1º turno                                              | -                                                                     | 59’                                                                   |
| 25-3-2023                                                             | Spalato                                                               | Croazia                                                               | 1 – 1                                                                 | Galles                                                                | Qual. Euro 2024                                                       | -                                                                     | 90+2’                                                                 |
| 28-3-2023                                                             | Cardiff                                                               | Galles                                                                | 1 – 0                                                                 | Lettonia                                                              | Qual. Euro 2024                                                       | -                                                                     |                                                                       |
| 16-6-2023                                                             | Cardiff                                                               | Galles                                                                | 2 – 4                                                                 | Armenia                                                               | Qual. Euro 2024                                                       | -                                                                     | 68’                                                                   |
| 19-6-2023                                                             | Samsun                                                                | Turchia                                                               | 2 – 0                                                                 | Galles                                                                | Qual. Euro 2024                                                       | -                                                                     | 41’                                                                   |
| 7-9-2023                                                              | Cardiff                                                               | Galles                                                                | 0 – 0                                                                 | Corea del Sud                                                         | Amichevole                                                            | -                                                                     | 46’                                                                   |
| Totale                                                                |                                                                       | Presenze                                                              | 37                                                                    |                                                                       | Reti                                                                  | 0                                                                     |                                                                       |

| Cronologia completa delle presenze e delle reti in nazionale ― Galles under 21 | Cronologia completa delle presenze e delle reti in nazionale ― Galles under 21 | Cronologia completa delle presenze e delle reti in nazionale ― Galles under 21 | Cronologia completa delle presenze e delle reti in nazionale ― Galles under 21 | Cronologia completa delle presenze e delle reti in nazionale ― Galles under 21 | Cronologia completa delle presenze e delle reti in nazionale ― Galles under 21 | Cronologia completa delle presenze e delle reti in nazionale ― Galles under 21 | Cronologia completa delle presenze e delle reti in nazionale ― Galles under 21 |
| Data                                                                           | Città                                                                          | In casa                                                                        | Risultato                                                                      | Ospiti                                                                         | Competizione                                                                   | Reti                                                                           | Note                                                                           |
| ------------------------------------------------------------------------------ | ------------------------------------------------------------------------------ | ------------------------------------------------------------------------------ | ------------------------------------------------------------------------------ | ------------------------------------------------------------------------------ | ------------------------------------------------------------------------------ | ------------------------------------------------------------------------------ | ------------------------------------------------------------------------------ |
| 5-10-2017                                                                      | Eschen                                                                         | Liechtenstein under 21                                                         | 1 – 3                                                                          | Galles under 21                                                                | Qual. Europeo Under-21 2019                                                    | -                                                                              | 85’                                                                            |
| 23-3-2018                                                                      | Zenica                                                                         | Bosnia ed Erzegovina under 21                                                  | 1 – 0                                                                          | Galles under 21                                                                | Qual. Europeo Under-21 2019                                                    | -                                                                              | 63’                                                                            |
| 7-9-2018                                                                       | Bangor                                                                         | Galles under 21                                                                | 2 – 1                                                                          | Liechtenstein under 21                                                         | Qual. Europeo Under-21 2019                                                    | -                                                                              | 63’                                                                            |
| 11-9-2018                                                                      | Bangor                                                                         | Galles under 21                                                                | 0 – 2                                                                          | Portogallo under 21                                                            | Qual. Europeo Under-21 2019                                                    | -                                                                              | 74’                                                                            |
| 12-10-2018                                                                     | Bucarest                                                                       | Romania under 21                                                               | 2 – 0                                                                          | Galles under 21                                                                | Qual. Europeo Under-21 2019                                                    | -                                                                              | 41’                                                                            |
| 16-10-2018                                                                     | Newport                                                                        | Galles under 21                                                                | 3 – 1                                                                          | Svizzera under 21                                                              | Qual. Europeo Under-21 2019                                                    | 1                                                                              | 27’                                                                            |
| Totale                                                                         |                                                                                | Presenze                                                                       | 6                                                                              |                                                                                | Reti                                                                           | 1                                                                              |                                                                                |

## Palmarès

### Club

#### Competizioni nazionali
- Football League One: 1

Portsmouth: 2023-2024